# 上虞南站
上虞南站位于中华人民共和国浙江省绍兴市上虞区东关街道，是杭台高速铁路上的一座车站，于2022年1月8日启用。

## 車站周邊
- 绍兴市上虞区荣庆粮食专业合作社
- 康家湖湿地公园

## 歷史
- 2022年1月8日启用。

## 外部連結
- 中国铁路客户服务中心 （页面存档备份，存于）